# Andrzej Zdebski
Andrzej Maria Zdebski (ur. 29 października 1956 w Oświęcimiu) – polski menedżer, prawnik, nauczyciel akademicki i urzędnik państwowy, w latach 2001–2003 podsekretarz stanu w Ministerstwie Pracy i Polityki Społecznej, w 2003 podsekretarz stanu w Ministerstwie Gospodarki, Pracy i Polityki Społecznej.

## Życiorys
W 1980 ukończył studia na Wydziale Prawa i Administracji Uniwersytetu Jagiellońskiego. Od 1981 odbywał aplikację sędziowską w Krakowie, zakończoną zdaniem egzaminu sędziowskiego. W latach 1984–1992 pozostawał starszym asystentem w Katedrze Prawa Międzynarodowego Publicznego na WPiA UJ. W 1998 ukończył podyplomowe studium europejskiego prawa bankowego w Polskiej Akademii Nauk. Rozpoczął przewód doktorski na UJ na podstawie pracy „Prawnomiędzynarodowe aspekty ochrony przedstawicieli państw w stosunkach międzynarodowych”. 
Był dyrektorem krakowskiego oddziału Polskiej Izby Handlu Zagranicznego (1992–1994) i Izby Przemysłowo-Handlowej w Krakowie (1994–1997). W latach 1999–2001 związany z Bankiem Współpracy Regionalnej jako kolejno dyrektor oddziału, szef departamentu marketingu i rozwoju (1999) i departamentu sprzedaży (1999–2001). We wrześniu 2001 zajął stanowisko dyrektora krakowskiego oddziału Millennium Prestige. Został prezesem zarządu Fundacji Międzynarodowego Centrum Kultury w Krakowie, prezydentem Izby Przemysłowo-Handlowej, prezesem rady nadzorczej Międzynarodowego Portu Lotniczego im. Jana Pawła II Kraków-Balice, a także członkiem: Zarządu Fundacji Międzynarodowego Centrum Rozwoju Demokracji w Krakowie, Międzybankowej Rady Promocji Związku Banków Polskich, Rady Nadzorczej Małopolskiej Agencji Rozwoju Regionalnego w Krakowie.
13 listopada 2001 został podsekretarzem stanu w Ministerstwie Pracy i Polityki Społecznej, po reorganizacji od 9 stycznia do 31 marca 2003 był podsekretarzem stanu w Ministerstwie Gospodarki, Pracy i Polityki Społecznej. W 2003 objął funkcję prezesa Polskiej Agencji Informacyjnej, a po fuzji PAI z Państwową Agencją Inwestycji Zagranicznych – prezesa nowo utworzonej Polskiej Agencji Informacji i Inwestycji Zagranicznych, którą pełnił do 2006. Został później wspólnikiem w kancelarii prawnej, a w 2007 prezesem zarządu Krakchemii oraz członkiem rad nadzorczych m.in. Unimilu, Banku Gospodarstwa Krajowego. Banku Gospodarki Żywnościowej i CliffsideBrokers. Objął funkcję konsula honorowego Republiki Chile w Krakowie.